# Yaldwynopsis spinimana
Yaldwynopsis spinimana is een krabbensoort uit de familie van de Homolidae. De wetenschappelijke naam van de soort is voor het eerst geldig gepubliceerd in 1965 door Griffin.